# 십분위분배율
십분위분배율(十分位分配率, decile dispersion ratio)'이란 전체가계를 소득수준에 따라 분류하여 최하위 점유율과 최상위 점유율의 비율로 비교하는 것이다.

## 개요
한 나라의 계층별 소득분배를 나타내는 대표적인 방법은 십분위분배율(十分位分配律, deciles distribution ratio)와 지니계수(Gini coefficient)가 있다. 한 나라의 모든 가구를 소득의 크기에 따라 소득이 적은 순서대로 일렬로 정렬한 다음 10등분하여, 소득이 높은 제 9 및 10 십분위계층(十分位階層)의 소득합계에 대한, 소득이 낮은 제 1, 2, 3 및 4 십분위계층 소득합계의 비율을 십분위분배율이라고 한다. 즉, 빈곤층이라 할 수 있는 하위 40% 계층소득의, 고소득층이라 할 수 있는 상위 20% 계층소득에 대한 비율을 나타낸다.
10분위 분배율＝ (최하위 40% 소득계층의 점유율)/(최상위 20% 소득계층의 점유율)

## 수치 해석
비율이 높을 수록 소득이 평등하게 분배된다.
- 최대값 : 2 (가장 평등한 분배)
- 최소값 : 0 (가장 불평등한 분배)

소득이 완전히 평등한 나라라면 하위 40%가 받는 소득의 합은 전체 소득의 40%가 되고 상위 20% 계층이 받는 소득의 합은 전체 소득의 20%가 되므로 10분위 분배율은 2가 될 것이다.
소득이 완전히 불평등한 나라라면 한 사람만이 전체 소득을 모두 가지고 나머지는 소득이 없으므로 이때 10분위 분배율은 0이 된다.

## 같이 보기
- 로렌츠 곡선
- 지니계수